# 20 godina
20 godina je album v živo zagrebške rock skupine Prljavo kazalište, ki je izšel pri založbi Crno Bijeli Svijet. 20 godina vsebuje koncert ob 20. obletnici ustanovitve skupine, ki je bil izveden v Koncertni dvorani Vatroslava Lisinskega, kjer so poleg "prljavcev" sodelovali še simfonični orkester HRT in številni glasbeni gostje kot so: Josipa Lisac, Mel Gaynor, ...

## Seznam skladb
| Št. | Naslov                           | Dolžina |
| --- | -------------------------------- | ------- |
| 1.  | „Heroj ulice‟                    | 3:57    |
| 2.  | „Moj bijeli labude‟              | 5:56    |
| 3.  | „Iz nekih starih razloga‟        | 4:24    |
| 4.  | „Tu noć kad si se udavala‟       | 5:45    |
| 5.  | „Kiše jesenje‟                   | 5:31    |
| 6.  | „Ma kog me Boga za tebe pitaju‟  | 5:08    |
| 7.  | „Ptico malena‟                   | 7:20    |
| 8.  | „S vremena na vrijeme‟           | 6:13    |
| 9.  | „Lupi petama‟                    | 6:20    |
| 10. | „Dođi sada, gospode‟             | 6:08    |
| 11. | „Mojoj majci (Ruža)‟             | 8:34    |
| 12. | „Zbogom dame, zbogom prijatelji‟ | 4:58    |

## Gostje
- Zoran Cvetković – bas kitara (11)
- Mel Gaynor – bobni (10, 11)
- Josipa Lisac – solo vokal (10)
- Lidija Bajuk – solo vokal (7)
- Martina Matić – solo vokal (3)
- Igor Kuljerić – dirigent